# Pocras
Los Pocras llamados en la documentación colonial como Pacora y Pocora eran los antiguos pobladores Huari de Huamanga antes de la conquista incaica. Limitaba al noroeste con los Warivilcas, al sureste con los Rucanas y los Soras y al este con los Mayonmarka cerca de Andahuaylas en la actual provincia ayacuchana de La Mar (Chungui). Esta cultura se desarrolló en el Periodo del Horizonte Medio y el Intermedio Tardío  como los arqueólogos lo llaman Wari y posteriormente Reinos y Confederaciones, Segunda diversificación regional y, también, el de constructores de ciudades. Culturalmente, los Pocras tienen manifestaciones resaltantes en su cerámica especialmente las de Conchopata y los epígonos Wari que se encuentran en Akuchimay y en el fundo Los Caballitos a las riberas del Piñawa, Tenería o Alameda contemporánea.

## Origen
Al no tener datos precisos sobre el comienzo de los Pocras se deduce una procedencia por la etnolingüística que de estos la familia lingüística dominante fuera un proto-aimara: todas las lenguas regionales de procedencia costeña eran admitidas como "Aka" y las de origen andino como "Ara" que viendo muy bien estas variantes acusan una procedencia "ARA" y "AKA" (Arawako) cuya variante actual se denomina en la serranía del departamento peruano de Lima como "Akaru"; los Pocras fueron aliados inseparables de los Hanan Chankas, se tienen datos sobre el origen de los Hanan Chancas o reino de los Parkos que se denominaron a toda la población étnica como los ayllus o grupos familiares que habitaban a lo largo del Ankoyagu el actual Mantaro recibiendo por ello la denominación de los ayllus de Ankuyaku o "Anko ayllus". Los Pacoras en su época de florecimiento se extendieron hasta la costa norte peruana asentándose en los valles de Jayanca y Pacora (actual Lambayeque); con posterioridad a la pérdida bélica ante los quechuas del Cusco, algunos grupos de la elite Pocora huyen hacia la selva nororiental del Perú donde construyeron varios asientos sobre todo en Lamas y Tarapoto. Es necesario diferenciar a los dos grupos étnicos chankas que hacen notar incluso los cronistas hispanos muy especialmente Juan de Betanzos. Los Uran Chankas de Andahuaylas que no se vinculan con los Parkos, eran los "hermanos menores" o siervos de los Hanan Chankas de Parkos; por lo que respecta a los Uran Chankas, estos en cambio se entregaron pacíficamente a la conquista incaica. No existió la llamada "confederación pocra-chanca", siendo los Pocras una etnia Wari aliada de los Hanan Chancas, los Wankas y los Ankaras quienes realizaron ataques a la ciudad del Cuzco - como la participación de los "Aukas" (sinchis), guerreros de estirpe pocra en esta ciudad -.

## Incorporación de los Pocras al Imperio Incaico
El imperio Incaico, con la campaña militar de Pachacútec, una vez que venció al ejército Pocra-Chanca, en territorio aledaño al Cusco, empezó a someter en primer lugar a los curacazgos vecinos. Así reforzaba su imperio que aún no era tan fuerte. Después trató de anexar las regiones comarcanas con los Chancas como a los Soras, los Rucanas y los Pocras. Pachacutec dejó la ciudad del Cusco a su hermano Lloque Yupanqui, mientras realizaba la campaña contra los Soras. Luego salieron de la región de los Soras tres ejércitos, de los cuales uno, comandado por Apo Conde Mayta, cercaba a los Pocras en Vilcas, llegando hasta Parcos, situada al noroeste de la actual Huamanga. Ya estando en Parcos, somete a los Vilcas, Morochucos, Pocras e Iquichanos. 
La conquista de la región Pocra fue cruenta, sin embargo conservaron los incas a una pequeña entidad "pacora" con su curaca Auka Simi que perduró hasta la época colonial hispana. El Inca Pachacútec después de someter a los Rucanas - actualmente Lucanas -, se dirigió a Pocora, lugar de refugio de los pocras y los soras. Como la resistencia era larga, trató de atraerlos con premios y privilegios, pero estos se burlaban de los emisarios incas arrojándoles piedras con sus huaracas. Entonces Pachacutec pensó controlarlos con el desabastecimiento de agua y alimentos, así después de tiempo los pocras y los soras tuvieron que rendirse, prometiendo tributar y reconocer vasallaje al señor de Cusco. Promesa que no iba a ser cumplida por las diversas rebeliones de los pocras. Desde entonces se conformaron las provincias incaicas de Parkos cuyo centro administrativo fue Paukaray (antiguo asiento de los Hanan Chancas), Guamanka (Pacora Quimpo)cuyo centro fuera Guaman Qocha (actual Quinua o Quimpo), Ankaras, Chukrupus,y Rukanas cuyo centro administrativo fuera Vilcashuamán que este extenso territorio ya en la colonia fue dividido en Lucanas que no tuvo capital (lo fue muy tarde San Juan de Lucanas) y Vilcashuamán con la misma capital que existe hasta el día de hoy.